# Маттерсбург
Маттерсбург (нім. Mattersburg) — місто, окружний центр в Австрії, у федеральній землі Бургенланд.
Входить до складу округу Маттерсбург. Населення становить 7125 чоловік (станом на 30 березня 2007 року). Займає площу 28,2 км².

## Політична ситуація
Бургомістр — Інгрід Заламон (СДПА) за результатами виборів 2007 року.
Рада представників комуни (нім. Gemeinderat) має 25 місць:
- СДПА — 15 місць.
- АНП — 8 місць.
- АПС — 1 місце.
- Зелені — 1 місце.